# Carlos Fabra
Pour les articles homonymes, voir Fabra.
Carlos Fabra Carreras, né à Castellón de la Plana le 2 août 1945, est un homme politique et entrepreneur de la Communauté valencienne en Espagne, président de la députation de Castellón et dirigeant provincial du Parti populaire.
Il se trouve actuellement impliqué dans diverses affaires judiciaires pour trafic d'influence, corruption et fraude fiscale,,,,,.